# Mikuláš Albert z Kaménka
Mikuláš Albert z Kaménka (asi 1547 Krapkowice – 16. prosince 1617, Praha) byl český humanitní kněz, překladatel a orientalista. Působil i jako kazatel Jednoty bratrské.

## Život
Narodil se do šlechtické rodiny ze Slezska a v mládí studoval na německých univerzitách. Během studií ve Wittenbergu se zabýval hebraistikou. V březnu 1571 dosáhl titulu mistra svobodných umění. V blíže neurčitené době se stal členem Jednoty bratrské. Následně se stal pedagogem a vyučoval na školách, mj. v severomoravském Fulneku a v jihomoravských Ivančicích.  Ve druhé lokalitě se angažoval v překladech Bible kralické. V této činnosti se řadil mezi nejintenzivnější a nejschopnější překladatele. Roku 1581 byl ordinován na bratrského kněze.
Někdy kolem přelomu 16. a 17. stol. z Jednoty bratrské vystoupil. Roku 1609 je doložen v Německu. Následně se, po vydání Rudolfova majestátu, vrátil zpět do Prahy, neboť se tímto dokumentem dostala pražská univerzita pod správu protestantů. Na univerzitě měl vyučovat orientální jazyky. Ostatní akademici vysoké školy ovšem neměli snahu přijmout Alberta z Kaménka do svých řad. Proto si musel vydělávat soukromou výukou a na univerzitu nenastoupil. Když roku 1611 vpadla do Prahy vojska pasovských, byl mu vyloupen dům, v němž bydlel. Následně se ale jeho znalosti hodily při dekódování tajné korespondence putující mezi císařem a jeho spojenci.
Jakmile se rektorem univerzity stal Martin Bacháček z Nouměřic, byl Albert z Kaménka přijat na mezi univerzitní profesory. Stal se prvním profesorem hebrejštiny na této škole. V letech 1611 a 1612 zastával pozici děkana filozofické fakulty a v roce 1617, krátce před svou smrtí, jej přijali do Karlovy koleje.
Podílel se na tvorbě Veleslavínova slovníku Sylva quadrilinguis.
Jeho dcera Alžběta z Kaménka byla uznávanou polyglotkou.